# Зефиров, Андрей Львович
Андре́й Льво́вич Зефи́ров (род. 2 октября 1950, Казань) — советский и российский физиолог, академик Российской академии наук, заведующий кафедрой нормальной физиологии, декан лечебного факультета Казанского государственного медицинского университета, директор Института нейронаук, руководитель научно-образовательного центра «Фундаментальная и прикладная нейрофизиология», председатель Ассоциации отделений Физиологического общества им. И. П. Павлова Приволжского федерального округа, заслуженный деятель науки России и Республики Татарстан, вице-президент Всероссийского физиологического общества им. И. П. Павлова, лауреат Государственной премии Республики Татарстан, лауреат Премии имени А. А. Ухтомского Российской академии наук.

## Биография
Родился в семье профессора, заведующего кафедрой физиологии человека и животных КГУ Л. Н. Зефирова (1926—1996) и врача-психиатра Ф. К. Зефировой.
В 1973 году окончил лечебный факультет Казанского государственного медицинского института и поступил в очную аспирантуру на кафедру нормальной физиологии там же. В 1976 году защитил кандидатскую диссертацию на тему «Функциональные различия в нервно-мышечных синапсах портняжной мышцы лягушки», а в 1986 году — докторскую диссертацию «Пространственно-временные характеристики квантовой секреции медиатора из двигательных нервных окончаний». В 1988 году ему было присвоено звание профессора.
В 1986 году был избран деканом лечебного факультета, а в 1991 году — заведующим кафедрой нормальной физиологии КГМУ. В 2004 году избран член-корреспондентом РАМН, с 2014 года — член-корреспондент, член Отделения физиологических наук РАН. 15 ноября 2019 года избран академиком РАН.
Брат Тимур (род. 1955) — заведующий кафедрой Института фундаментальной медицины и биологии КФУ, заслуженный работник высшей школы РФ.

## Научная деятельность
Основной сферой научных интересов А. Л. Зефирова является фундаментальная и прикладная нейрофизиология. Он разработал и развил новое научное направление по изучению клеточно-молекулярных механизмов функционирования возбудимых структур — в первую очередь синапсов, и путей их регуляции биологически активными веществами, нейромедиаторами, газообразными посредниками и др. Им изучены закономерности функционирования структурно-функциональных единиц нервных окончаний — активных зон. Детально проанализированы ионные токи и распределение различных видов ионных каналов в нервной клетке. Активно изучаются механизмы процессов экзо- эндоцитоза и рециклирования синаптических везикул в двигательных нервных окончаниях. Изучается роль различных мембранных липидов в регуляции синаптических функций.
Значительное место в работе учёного занимают прикладные биомедицинские разработки. Была исследована физиологическая роль оксида азота в регуляции сердечно-сосудистой системы в норме и при экспериментальном инфаркте миокарда. Предложен новый способ предотвращения развития инфаркта миокарда и получен патент на изобретение. Под руководством А. Л. Зефирова осуществляются масштабные исследования клеточно-молекулярных основ патогенеза и механизмов нарушения функции возбудимых структур при различных заболеваниях нервной системы: болезни Альцгеймера, Паркинсона, боковом амиотрофическом склерозе, эпилепсии и др. Кроме того, ведется разработка новых подходов к диагностике и лечению нейродегенеративных заболеваний человека. Прикладные исследования ведутся в тесном сотрудничестве с фармакологами, гистологами, анатомами, молекулярными генетиками, неврологами, кардиологами, а также зарубежными коллегами. На базе кафедры нормальной физиологии под руководством А. Л. Зефирова создан и функционирует научно-образовательный центр КГМУ «Фундаментальная и прикладная нейрофизиология». Научная работа возглавляемого Зефировым А. Л. коллективом, поддержана Российским фондом фундаментальных исследований, Российским научным фондом, международными научными фондами.
Под руководством профессора А. Л. Зефирова защищено 28 кандидатских диссертаций и 7 докторских диссертаций. Зефиров А. Л. является членом двух специализированных Советов по защите докторских и кандидатских диссертаций, членом редакционных коллегий 9 научных журналов.
Автор более 230 рецензируемых статей в ведущих зарубежных и российских журналах: Nature, Journal of Neuroscience, Pflugers Archiv, Biological Psychiatry, Journal of Physiology, Neuroscience, Brain Research Bulletin, Российский физиологический журнал, Бюллетень экспериментальной биологии и медицины и др. Также он является соавтором 5 монографий, 2 патентов на изобретения РФ, 7 учебников и практикума по физиологии, 28 учебно-методических руководств для студентов медицинских вузов России.
А. Л. Зефиров ведет большую работу по проведению Всероссийских и международных научных мероприятий. При его непосредственном участии организованы Всероссийские симпозиумы «Физиология медиаторов», международные семинары молодых ученых, Всероссийские школы по нейробиологии, научные конференции, посвященные 100-летию со дня рождения А. В. Кибякова и 175-летию со дня рождения академика Ф.В, Овсянникова, научно-практические конференции, посвященные изучению заболеваний нервной системы в 2011, 2012, 2013, 2014, 2018 годах на базе Казанского государственного медицинского университета. В 2001 года А. Л. Зефиров выступил в качестве инициатора и ключевого организатора Съезда физиологов России в Казани.

## Награды и звания
- Заслуженный деятель науки Республики Татарстан (1994)
- Государственная премия Республики Татарстан в области науки и техники (1999)
- Заслуженный деятель науки Российской Федерации (2001)
- Медаль Физиологического общества им. И. П. Павлова (2001)
- Медаль «В память 1000-летия Казани» (2005)
- Медаль им. академика П. К. Анохина Российской академии медицинских наук (2007)
- Почетная грамота Президиума РАМН (2011)
- Золотая медаль им. А. Д. Сперанского РАМН (2012)
- Премия РАН им. А. А. Ухтомского за цикл работ «Механизмы квантовой секреции медиатора в нервно-мышечном синапсе» (2015)
- Благодарность Президента Российской Федерации «За заслуги в развитии здравоохранения, медицинской науки и многолетнюю добросовестную работу» (2015)[5]